# Новгородова
Новгоро́дова (рос. Новгородова) — присілок у складі Ірбітського міського округу Свердловської області.
Населення — 453 особи (2010, 509 у 2002).
Національний склад населення станом на 2002 рік: росіяни — 92 %.